# Paris-Nice 2019
Paris-Nice 2019 var den 77. udgave af cykelløbet Paris-Nice. Det franske etapeløb var det sjette arrangement på UCI's World Tour-kalender i 2019 og blev arrangeret mellem 10. og 17. marts 2019. Den samlede vinder af løbet blev colombianske Egan Bernal fra Team Sky.

## Hold og ryttere
| UCI WorldTeams (18)- AG2R La Mondiale - Astana - Bahrain-Merida - Bora-hansgrohe - CCC Team - Deceuninck-Quick Step - Dimension Data - EF Education First - Groupama-FDJ - Team Jumbo-Visma - Katusha-Alpecin - Lotto Soudal - Mitchelton-Scott - Movistar Team - Sky - Team Sunweb - Trek-Segafredo - UAE Team Emirates UCI Professionelle kontinentalthold (5)- Arkéa-Samsic - Cofidis, Solutions Crédits - Delko-Marseille Provence - Direct Énergie - Vital Concept-B&B Hotels |
| |

### Danske ryttere
- Lars Bak kørte for Dimension Data
- Magnus Cort kørte for Astana Pro Team
- Casper Pedersen kørte for Team Sunweb
- Jesper Hansen kørte for Cofidis

## Etaperne
| Etape    | Dato     | Start – Mål                                   | type              | Afstand (km) | Etapevinder       | Førende rytter     |
| -------- | -------- | --------------------------------------------- | ----------------- | ------------ | ----------------- | ------------------ |
| 1. etape | 10. mar. | Saint-Germain-en-Laye – Saint-Germain-en-Laye | flad etape        | 138,5        | Dylan Groenewegen | Dylan Groenewegen  |
| 2. etape | 11. mar. | Les Bréviaires – Bellegarde                   | flad etape        | 163,5        | Dylan Groenewegen | Dylan Groenewegen  |
| 3. etape | 12. mar. | Cepoy – Moulins                               | flad etape        | 200          | Sam Bennett       | Dylan Groenewegen  |
| 4. etape | 13. mar. | Vichy – Pélussin                              | kuperet etape     | 210,5        | Magnus Cort       | Michał Kwiatkowski |
| 5. etape | 14. mar. | Barbentane – Barbentane                       | enkeltstart       | 25,5         | Simon Yates       | Michał Kwiatkowski |
| 6. etape | 15. mar. | Peynier – Brignoles                           | kuperet etape     | 210,5        | Sam Bennett       | Michał Kwiatkowski |
| 7. etape | 16. mar. | Nice – Col de Turini                          | bjergetape        | 181,5        | Daniel Martínez   | Egan Bernal        |
| 8. etape | 17. mar. | Nice – Nice                                   | middel bjergetape | 110          | Jon Izagirre      | Egan Bernal        |

### 1. etape
| \| Etaperesultat \| Etaperesultat \| Etaperesultat \| Etaperesultat \| Etaperesultat \| \| Rytter \| Rytter \| Hold \| Tid \| \| \| ------------- \| ----------------- \| ------------------------ \| ------------- \| ------------- \| \| 1. \| Dylan Groenewegen \| Team Jumbo-Visma \| 3t 17' 35" \| \| \| 2. \| Caleb Ewan \| Lotto-Soudal \| + 0" \| \| \| 3. \| Fabio Jakobsen \| Deceuninck-Quick Step \| + 0" \| \| \| 4. \| Sam Bennett \| Bora-Hansgrohe \| + 0" \| \| \| 5. \| John Degenkolb \| Trek-Segafredo \| + 0" \| \| \| 6. \| Matteo Trentin \| Mitchelton-Scott \| + 0" \| \| \| 7. \| Arnaud Démare \| Groupama-FDJ \| + 0" \| \| \| 8. \| Sonny Colbrelli \| Bahrain-Merida \| + 0" \| \| \| 9. \| Bryan Coquard \| Vital Concept-B&B Hotels \| + 0" \| \| \| 10. \| Anthony Turgis \| Direct Énergie \| + 0" \| \| |                   |                          |            |
| |                   |                          |            |
| Kilde: ProCyclingStats |                   |                          |            |
| Etaperesultat |                   |                          |            |
| Rytter | Rytter            | Hold                     | Tid        |
| 1. | Dylan Groenewegen | Team Jumbo-Visma         | 3t 17' 35" |
| 2. | Caleb Ewan        | Lotto-Soudal             | + 0"       |
| 3. | Fabio Jakobsen    | Deceuninck-Quick Step    | + 0"       |
| 4. | Sam Bennett       | Bora-Hansgrohe           | + 0"       |
| 5. | John Degenkolb    | Trek-Segafredo           | + 0"       |
| 6. | Matteo Trentin    | Mitchelton-Scott         | + 0"       |
| 7. | Arnaud Démare     | Groupama-FDJ             | + 0"       |
| 8. | Sonny Colbrelli   | Bahrain-Merida           | + 0"       |
| 9. | Bryan Coquard     | Vital Concept-B&B Hotels | + 0"       |
| 10. | Anthony Turgis    | Direct Énergie           | + 0"       |

| \| Samlede stilling \| Samlede stilling \| Samlede stilling \| Samlede stilling \| Samlede stilling \| \| Rytter \| Rytter \| Hold \| Tid \| \| \| ---------------- \| ------------------ \| --------------------- \| ---------------- \| ---------------- \| \| 1. \| Dylan Groenewegen \| Team Jumbo-Visma \| 3t 17' 35" \| \| \| 2. \| Caleb Ewan \| Lotto-Soudal \| + 4" \| \| \| 3. \| Luis León Sánchez \| Astana \| + 5" \| \| \| 4. \| Michał Kwiatkowski \| Team Sky \| + 5" \| \| \| 5. \| Fabio Jakobsen \| Deceuninck-Quick Step \| + 6" \| \| \| 6. \| Egan Bernal \| Team Sky \| + 9" \| \| \| 7. \| Rudy Molard \| Groupama-FDJ \| + 9" \| \| \| 8. \| Sam Bennett \| Bora-Hansgrohe \| + 10" \| \| \| 9. \| John Degenkolb \| Trek-Segafredo \| + 10" \| \| \| 10. \| Matteo Trentin \| Mitchelton-Scott \| + 10" \| \| |                    |                       |            |
| |                    |                       |            |
| Kilde: ProCyclingStats |                    |                       |            |
| Samlede stilling |                    |                       |            |
| Rytter | Rytter             | Hold                  | Tid        |
| 1. | Dylan Groenewegen  | Team Jumbo-Visma      | 3t 17' 35" |
| 2. | Caleb Ewan         | Lotto-Soudal          | + 4"       |
| 3. | Luis León Sánchez  | Astana                | + 5"       |
| 4. | Michał Kwiatkowski | Team Sky              | + 5"       |
| 5. | Fabio Jakobsen     | Deceuninck-Quick Step | + 6"       |
| 6. | Egan Bernal        | Team Sky              | + 9"       |
| 7. | Rudy Molard        | Groupama-FDJ          | + 9"       |
| 8. | Sam Bennett        | Bora-Hansgrohe        | + 10"      |
| 9. | John Degenkolb     | Trek-Segafredo        | + 10"      |
| 10. | Matteo Trentin     | Mitchelton-Scott      | + 10"      |

### 2. etape
| \| Etaperesultat \| Etaperesultat \| Etaperesultat \| Etaperesultat \| Etaperesultat \| \| Rytter \| Rytter \| Hold \| Tid \| \| \| ------------- \| ------------------- \| --------------------- \| ------------- \| ------------- \| \| 1. \| Dylan Groenewegen \| Team Jumbo-Visma \| 3t 14' 04" \| \| \| 2. \| Iván García Cortina \| Bahrain-Merida \| + 0" \| \| \| 3. \| Philippe Gilbert \| Deceuninck-Quick Step \| + 0" \| \| \| 4. \| Matteo Trentin \| Mitchelton-Scott \| + 0" \| \| \| 5. \| Michał Kwiatkowski \| Team Sky \| + 0" \| \| \| 6. \| Luis León Sánchez \| Astana \| + 0" \| \| \| 7. \| Egan Bernal \| Team Sky \| + 0" \| \| \| 8. \| Arnaud Démare \| Groupama-FDJ \| + 5" \| \| \| 9. \| André Greipel \| Arkéa-Samsic \| + 5" \| \| \| 10. \| Mike Teunissen \| Team Jumbo-Visma \| + 5" \| \| |                     |                       |            |
| |                     |                       |            |
| Kilde: ProCyclingStats |                     |                       |            |
| Etaperesultat |                     |                       |            |
| Rytter | Rytter              | Hold                  | Tid        |
| 1. | Dylan Groenewegen   | Team Jumbo-Visma      | 3t 14' 04" |
| 2. | Iván García Cortina | Bahrain-Merida        | + 0"       |
| 3. | Philippe Gilbert    | Deceuninck-Quick Step | + 0"       |
| 4. | Matteo Trentin      | Mitchelton-Scott      | + 0"       |
| 5. | Michał Kwiatkowski  | Team Sky              | + 0"       |
| 6. | Luis León Sánchez   | Astana                | + 0"       |
| 7. | Egan Bernal         | Team Sky              | + 0"       |
| 8. | Arnaud Démare       | Groupama-FDJ          | + 5"       |
| 9. | André Greipel       | Arkéa-Samsic          | + 5"       |
| 10. | Mike Teunissen      | Team Jumbo-Visma      | + 5"       |

| \| Samlede stilling \| Samlede stilling \| Samlede stilling \| Samlede stilling \| Samlede stilling \| \| Rytter \| Rytter \| Hold \| Tid \| \| \| ---------------- \| ------------------ \| --------------------- \| ---------------- \| ---------------- \| \| 1. \| Dylan Groenewegen \| Team Jumbo-Visma \| 6t 31' 19" \| \| \| 2. \| Michał Kwiatkowski \| Team Sky \| + 12" \| \| \| 3. \| Luis León Sánchez \| Astana \| + 13" \| \| \| 4. \| Philippe Gilbert \| Deceuninck-Quick Step \| + 16" \| \| \| 5. \| Egan Bernal \| Team Sky \| + 19" \| \| \| 6. \| Matteo Trentin \| Mitchelton-Scott \| + 20" \| \| \| 7. \| Tony Gallopin \| AG2R La Mondiale \| + 22" \| \| \| 8. \| Rudy Molard \| Groupama-FDJ \| + 23" \| \| \| 9. \| Romain Bardet \| AG2R La Mondiale \| + 23" \| \| \| 10. \| Oliver Naesen \| AG2R La Mondiale \| + 24" \| \| |                    |                       |            |
| |                    |                       |            |
| Kilde: ProCyclingStats |                    |                       |            |
| Samlede stilling |                    |                       |            |
| Rytter | Rytter             | Hold                  | Tid        |
| 1. | Dylan Groenewegen  | Team Jumbo-Visma      | 6t 31' 19" |
| 2. | Michał Kwiatkowski | Team Sky              | + 12"      |
| 3. | Luis León Sánchez  | Astana                | + 13"      |
| 4. | Philippe Gilbert   | Deceuninck-Quick Step | + 16"      |
| 5. | Egan Bernal        | Team Sky              | + 19"      |
| 6. | Matteo Trentin     | Mitchelton-Scott      | + 20"      |
| 7. | Tony Gallopin      | AG2R La Mondiale      | + 22"      |
| 8. | Rudy Molard        | Groupama-FDJ          | + 23"      |
| 9. | Romain Bardet      | AG2R La Mondiale      | + 23"      |
| 10. | Oliver Naesen      | AG2R La Mondiale      | + 24"      |

### 3. etape
| \| Etaperesultat \| Etaperesultat \| Etaperesultat \| Etaperesultat \| Etaperesultat \| \| Rytter \| Rytter \| Hold \| Tid \| \| \| ------------- \| ------------------ \| ------------------------ \| ------------- \| ------------- \| \| 1. \| Sam Bennett \| Bora-Hansgrohe \| 5t 16' 25" \| \| \| 2. \| Caleb Ewan \| Lotto-Soudal \| + 0" \| \| \| 3. \| Fabio Jakobsen \| Deceuninck-Quick Step \| + 0" \| \| \| 4. \| Daniel McLay \| EF Education First \| + 0" \| \| \| 5. \| Bryan Coquard \| Vital Concept-B&B Hotels \| + 0" \| \| \| 6. \| Niccolò Bonifazio \| Direct Énergie \| + 0" \| \| \| 7. \| Alexander Kristoff \| UAE Team Emirates \| + 0" \| \| \| 8. \| Arnaud Démare \| Groupama-FDJ \| + 0" \| \| \| 9. \| Dylan Groenewegen \| Team Jumbo-Visma \| + 0" \| \| \| 10. \| Edward Theuns \| Trek-Segafredo \| + 0" \| \| |                    |                          |            |
| |                    |                          |            |
| Kilde: ProCyclingStats |                    |                          |            |
| Etaperesultat |                    |                          |            |
| Rytter | Rytter             | Hold                     | Tid        |
| 1. | Sam Bennett        | Bora-Hansgrohe           | 5t 16' 25" |
| 2. | Caleb Ewan         | Lotto-Soudal             | + 0"       |
| 3. | Fabio Jakobsen     | Deceuninck-Quick Step    | + 0"       |
| 4. | Daniel McLay       | EF Education First       | + 0"       |
| 5. | Bryan Coquard      | Vital Concept-B&B Hotels | + 0"       |
| 6. | Niccolò Bonifazio  | Direct Énergie           | + 0"       |
| 7. | Alexander Kristoff | UAE Team Emirates        | + 0"       |
| 8. | Arnaud Démare      | Groupama-FDJ             | + 0"       |
| 9. | Dylan Groenewegen  | Team Jumbo-Visma         | + 0"       |
| 10. | Edward Theuns      | Trek-Segafredo           | + 0"       |

| \| Samlede stilling \| Samlede stilling \| Samlede stilling \| Samlede stilling \| Samlede stilling \| \| Rytter \| Rytter \| Hold \| Tid \| \| \| ---------------- \| ------------------ \| --------------------- \| ---------------- \| ---------------- \| \| 1. \| Dylan Groenewegen \| Team Jumbo-Visma \| 11t 47' 44" \| \| \| 2. \| Michał Kwiatkowski \| Team Sky \| + 6" \| \| \| 3. \| Luis León Sánchez \| Astana \| + 11" \| \| \| 4. \| Philippe Gilbert \| Deceuninck-Quick Step \| + 16" \| \| \| 5. \| Egan Bernal \| Team Sky \| + 17" \| \| \| 6. \| Matteo Trentin \| Mitchelton-Scott \| + 20" \| \| \| 7. \| Tony Gallopin \| AG2R La Mondiale \| + 21" \| \| \| 8. \| Rudy Molard \| Groupama-FDJ \| + 23" \| \| \| 9. \| Romain Bardet \| AG2R La Mondiale \| + 23" \| \| \| 10. \| Oliver Naesen \| AG2R La Mondiale \| + 24" \| \| |                    |                       |             |
| |                    |                       |             |
| Kilde: ProCyclingStats |                    |                       |             |
| Samlede stilling |                    |                       |             |
| Rytter | Rytter             | Hold                  | Tid         |
| 1. | Dylan Groenewegen  | Team Jumbo-Visma      | 11t 47' 44" |
| 2. | Michał Kwiatkowski | Team Sky              | + 6"        |
| 3. | Luis León Sánchez  | Astana                | + 11"       |
| 4. | Philippe Gilbert   | Deceuninck-Quick Step | + 16"       |
| 5. | Egan Bernal        | Team Sky              | + 17"       |
| 6. | Matteo Trentin     | Mitchelton-Scott      | + 20"       |
| 7. | Tony Gallopin      | AG2R La Mondiale      | + 21"       |
| 8. | Rudy Molard        | Groupama-FDJ          | + 23"       |
| 9. | Romain Bardet      | AG2R La Mondiale      | + 23"       |
| 10. | Oliver Naesen      | AG2R La Mondiale      | + 24"       |

### 4. etape
| \| Etaperesultat \| Etaperesultat \| Etaperesultat \| Etaperesultat \| Etaperesultat \| \| Rytter \| Rytter \| Hold \| Tid \| \| \| ------------- \| -------------------- \| --------------------- \| ------------- \| ------------- \| \| 1. \| Magnus Cort \| Astana \| 5t 03' 49" \| \| \| 2. \| Thomas De Gendt \| Lotto-Soudal \| + 7" \| \| \| 3. \| Giulio Ciccone \| Trek-Segafredo \| + 13" \| \| \| 4. \| Alessandro De Marchi \| CCC Team \| + 18" \| \| \| 5. \| Lilian Calmejane \| Direct Énergie \| + 48" \| \| \| 6. \| Valentin Madouas \| Groupama-FDJ \| + 48" \| \| \| 7. \| Sonny Colbrelli \| Bahrain-Merida \| + 48" \| \| \| 8. \| Matteo Trentin \| Mitchelton-Scott \| + 48" \| \| \| 9. \| Philippe Gilbert \| Deceuninck-Quick Step \| + 48" \| \| \| 10. \| Michał Kwiatkowski \| Team Sky \| + 48" \| \| |                      |                       |            |
| |                      |                       |            |
| Kilde: ProCyclingStats |                      |                       |            |
| Etaperesultat |                      |                       |            |
| Rytter | Rytter               | Hold                  | Tid        |
| 1. | Magnus Cort          | Astana                | 5t 03' 49" |
| 2. | Thomas De Gendt      | Lotto-Soudal          | + 7"       |
| 3. | Giulio Ciccone       | Trek-Segafredo        | + 13"      |
| 4. | Alessandro De Marchi | CCC Team              | + 18"      |
| 5. | Lilian Calmejane     | Direct Énergie        | + 48"      |
| 6. | Valentin Madouas     | Groupama-FDJ          | + 48"      |
| 7. | Sonny Colbrelli      | Bahrain-Merida        | + 48"      |
| 8. | Matteo Trentin       | Mitchelton-Scott      | + 48"      |
| 9. | Philippe Gilbert     | Deceuninck-Quick Step | + 48"      |
| 10. | Michał Kwiatkowski   | Team Sky              | + 48"      |

| \| Samlede stilling \| Samlede stilling \| Samlede stilling \| Samlede stilling \| Samlede stilling \| \| Rytter \| Rytter \| Hold \| Tid \| \| \| ---------------- \| ------------------- \| --------------------- \| ---------------- \| ---------------- \| \| 1. \| Michał Kwiatkowski \| Team Sky \| 16t 52' 27" \| \| \| 2. \| Luis León Sánchez \| Astana \| + 5" \| \| \| 3. \| Philippe Gilbert \| Deceuninck-Quick Step \| + 10" \| \| \| 4. \| Egan Bernal \| Team Sky \| + 11" \| \| \| 5. \| Matteo Trentin \| Mitchelton-Scott \| + 14" \| \| \| 6. \| Tony Gallopin \| AG2R La Mondiale \| + 15" \| \| \| 7. \| Rudy Molard \| Groupama-FDJ \| + 17" \| \| \| 8. \| Romain Bardet \| AG2R La Mondiale \| + 17" \| \| \| 9. \| Oliver Naesen \| AG2R La Mondiale \| + 18" \| \| \| 10. \| Felix Großschartner \| Bora-Hansgrohe \| + 18" \| \| |                     |                       |             |
| |                     |                       |             |
| Kilde: ProCyclingStats |                     |                       |             |
| Samlede stilling |                     |                       |             |
| Rytter | Rytter              | Hold                  | Tid         |
| 1. | Michał Kwiatkowski  | Team Sky              | 16t 52' 27" |
| 2. | Luis León Sánchez   | Astana                | + 5"        |
| 3. | Philippe Gilbert    | Deceuninck-Quick Step | + 10"       |
| 4. | Egan Bernal         | Team Sky              | + 11"       |
| 5. | Matteo Trentin      | Mitchelton-Scott      | + 14"       |
| 6. | Tony Gallopin       | AG2R La Mondiale      | + 15"       |
| 7. | Rudy Molard         | Groupama-FDJ          | + 17"       |
| 8. | Romain Bardet       | AG2R La Mondiale      | + 17"       |
| 9. | Oliver Naesen       | AG2R La Mondiale      | + 18"       |
| 10. | Felix Großschartner | Bora-Hansgrohe        | + 18"       |

### 5. etape
| \| Etaperesultat \| Etaperesultat \| Etaperesultat \| Etaperesultat \| Etaperesultat \| \| Rytter \| Rytter \| Hold \| Tid \| \| \| ------------- \| ------------------ \| ------------------ \| ------------- \| ------------- \| \| 1. \| Simon Yates \| Mitchelton-Scott \| 30' 26" \| \| \| 2. \| Nils Politt \| Katusha-Alpecin \| + 7" \| \| \| 3. \| Michał Kwiatkowski \| Team Sky \| + 11" \| \| \| 4. \| Tejay van Garderen \| EF Education First \| + 15" \| \| \| 5. \| Daniel Martínez \| EF Education First \| + 15" \| \| \| 6. \| Egan Bernal \| Team Sky \| + 15" \| \| \| 7. \| Lawson Craddock \| EF Education First \| + 15" \| \| \| 8. \| Thomas Scully \| EF Education First \| + 27" \| \| \| 9. \| Marc Soler \| Movistar Team \| + 30" \| \| \| 10. \| Luis León Sánchez \| Astana \| + 30" \| \| |                    |                    |         |
| |                    |                    |         |
| Kilde: ProCyclingStats |                    |                    |         |
| Etaperesultat |                    |                    |         |
| Rytter | Rytter             | Hold               | Tid     |
| 1. | Simon Yates        | Mitchelton-Scott   | 30' 26" |
| 2. | Nils Politt        | Katusha-Alpecin    | + 7"    |
| 3. | Michał Kwiatkowski | Team Sky           | + 11"   |
| 4. | Tejay van Garderen | EF Education First | + 15"   |
| 5. | Daniel Martínez    | EF Education First | + 15"   |
| 6. | Egan Bernal        | Team Sky           | + 15"   |
| 7. | Lawson Craddock    | EF Education First | + 15"   |
| 8. | Thomas Scully      | EF Education First | + 27"   |
| 9. | Marc Soler         | Movistar Team      | + 30"   |
| 10. | Luis León Sánchez  | Astana             | + 30"   |

| \| Samlede stilling \| Samlede stilling \| Samlede stilling \| Samlede stilling \| Samlede stilling \| \| Rytter \| Rytter \| Hold \| Tid \| \| \| ---------------- \| ------------------- \| --------------------- \| ---------------- \| ---------------- \| \| 1. \| Michał Kwiatkowski \| Team Sky \| 17t 23' 04" \| \| \| 2. \| Egan Bernal \| Team Sky \| + 15" \| \| \| 3. \| Luis León Sánchez \| Astana \| + 24" \| \| \| 4. \| Wilco Kelderman \| Team Sunweb \| + 57" \| \| \| 5. \| Bob Jungels \| Deceuninck-Quick Step \| + 57" \| \| \| 6. \| Nairo Quintana \| Movistar Team \| + 1' 01" \| \| \| 7. \| Felix Großschartner \| Bora-Hansgrohe \| + 1' 05" \| \| \| 8. \| Jack Haig \| Mitchelton-Scott \| + 1' 15" \| \| \| 9. \| Rudy Molard \| Groupama-FDJ \| + 1' 18" \| \| \| 10. \| Romain Bardet \| AG2R La Mondiale \| + 1' 21" \| \| |                     |                       |             |
| |                     |                       |             |
| Kilde: ProCyclingStats |                     |                       |             |
| Samlede stilling |                     |                       |             |
| Rytter | Rytter              | Hold                  | Tid         |
| 1. | Michał Kwiatkowski  | Team Sky              | 17t 23' 04" |
| 2. | Egan Bernal         | Team Sky              | + 15"       |
| 3. | Luis León Sánchez   | Astana                | + 24"       |
| 4. | Wilco Kelderman     | Team Sunweb           | + 57"       |
| 5. | Bob Jungels         | Deceuninck-Quick Step | + 57"       |
| 6. | Nairo Quintana      | Movistar Team         | + 1' 01"    |
| 7. | Felix Großschartner | Bora-Hansgrohe        | + 1' 05"    |
| 8. | Jack Haig           | Mitchelton-Scott      | + 1' 15"    |
| 9. | Rudy Molard         | Groupama-FDJ          | + 1' 18"    |
| 10. | Romain Bardet       | AG2R La Mondiale      | + 1' 21"    |

### 6. etape
| \| Etaperesultat \| Etaperesultat \| Etaperesultat \| Etaperesultat \| Etaperesultat \| \| Rytter \| Rytter \| Hold \| Tid \| \| \| ------------- \| ------------------ \| ------------------------ \| ------------- \| ------------- \| \| 1. \| Sam Bennett \| Bora-Hansgrohe \| 4t 12' 35" \| \| \| 2. \| Arnaud Démare \| Groupama-FDJ \| + 0" \| \| \| 3. \| Matteo Trentin \| Mitchelton-Scott \| + 0" \| \| \| 4. \| John Degenkolb \| Trek-Segafredo \| + 0" \| \| \| 5. \| Bryan Coquard \| Vital Concept-B&B Hotels \| + 0" \| \| \| 6. \| Anthony Turgis \| Direct Énergie \| + 0" \| \| \| 7. \| Florian Sénéchal \| Deceuninck-Quick Step \| + 0" \| \| \| 8. \| Oliver Naesen \| AG2R La Mondiale \| + 0" \| \| \| 9. \| Alexander Kristoff \| UAE Team Emirates \| + 0" \| \| \| 10. \| Egan Bernal \| Team Sky \| + 0" \| \| |                    |                          |            |
| |                    |                          |            |
| Kilde: ProCyclingStats |                    |                          |            |
| Etaperesultat |                    |                          |            |
| Rytter | Rytter             | Hold                     | Tid        |
| 1. | Sam Bennett        | Bora-Hansgrohe           | 4t 12' 35" |
| 2. | Arnaud Démare      | Groupama-FDJ             | + 0"       |
| 3. | Matteo Trentin     | Mitchelton-Scott         | + 0"       |
| 4. | John Degenkolb     | Trek-Segafredo           | + 0"       |
| 5. | Bryan Coquard      | Vital Concept-B&B Hotels | + 0"       |
| 6. | Anthony Turgis     | Direct Énergie           | + 0"       |
| 7. | Florian Sénéchal   | Deceuninck-Quick Step    | + 0"       |
| 8. | Oliver Naesen      | AG2R La Mondiale         | + 0"       |
| 9. | Alexander Kristoff | UAE Team Emirates        | + 0"       |
| 10. | Egan Bernal        | Team Sky                 | + 0"       |

| \| Samlede stilling \| Samlede stilling \| Samlede stilling \| Samlede stilling \| Samlede stilling \| \| Rytter \| Rytter \| Hold \| Tid \| \| \| ---------------- \| ------------------- \| --------------------- \| ---------------- \| ---------------- \| \| 1. \| Michał Kwiatkowski \| Team Sky \| 21t 35' 36" \| \| \| 2. \| Egan Bernal \| Team Sky \| + 18" \| \| \| 3. \| Luis León Sánchez \| Astana \| + 22" \| \| \| 4. \| Wilco Kelderman \| Team Sunweb \| + 1' 00" \| \| \| 5. \| Bob Jungels \| Deceuninck-Quick Step \| + 1' 00" \| \| \| 6. \| Nairo Quintana \| Movistar Team \| + 1' 04" \| \| \| 7. \| Felix Großschartner \| Bora-Hansgrohe \| + 1' 08" \| \| \| 8. \| Jack Haig \| Mitchelton-Scott \| + 1' 17" \| \| \| 9. \| Rudy Molard \| Groupama-FDJ \| + 1' 21" \| \| \| 10. \| Romain Bardet \| AG2R La Mondiale \| + 1' 24" \| \| |                     |                       |             |
| |                     |                       |             |
| Kilde: ProCyclingStats |                     |                       |             |
| Samlede stilling |                     |                       |             |
| Rytter | Rytter              | Hold                  | Tid         |
| 1. | Michał Kwiatkowski  | Team Sky              | 21t 35' 36" |
| 2. | Egan Bernal         | Team Sky              | + 18"       |
| 3. | Luis León Sánchez   | Astana                | + 22"       |
| 4. | Wilco Kelderman     | Team Sunweb           | + 1' 00"    |
| 5. | Bob Jungels         | Deceuninck-Quick Step | + 1' 00"    |
| 6. | Nairo Quintana      | Movistar Team         | + 1' 04"    |
| 7. | Felix Großschartner | Bora-Hansgrohe        | + 1' 08"    |
| 8. | Jack Haig           | Mitchelton-Scott      | + 1' 17"    |
| 9. | Rudy Molard         | Groupama-FDJ          | + 1' 21"    |
| 10. | Romain Bardet       | AG2R La Mondiale      | + 1' 24"    |

### 7. etape
| \| Etaperesultat \| Etaperesultat \| Etaperesultat \| Etaperesultat \| Etaperesultat \| \| Rytter \| Rytter \| Hold \| Tid \| \| \| ------------- \| -------------------- \| -------------------------- \| ------------- \| ------------- \| \| 1. \| Daniel Martínez \| EF Education First \| 4t 55' 49" \| \| \| 2. \| Miguel Ángel López \| Astana \| + 6" \| \| \| 3. \| Nicolas Edet \| Cofidis, Solutions Crédits \| + 20" \| \| \| 4. \| Simon Yates \| Mitchelton-Scott \| + 20" \| \| \| 5. \| Jonathan Hivert \| Direct Énergie \| + 55" \| \| \| 6. \| Giulio Ciccone \| Trek-Segafredo \| + 2' 03" \| \| \| 7. \| Julien El Fares \| Delko Marseille Provence \| + 2' 03" \| \| \| 8. \| Sergio Henao \| UAE Team Emirates \| + 2' 08" \| \| \| 9. \| Víctor de la Parte \| CCC Team \| + 2' 13" \| \| \| 10. \| Alessandro De Marchi \| CCC Team \| + 2' 15" \| \| |                      |                            |            |
| |                      |                            |            |
| Kilde: ProCyclingStats |                      |                            |            |
| Etaperesultat |                      |                            |            |
| Rytter | Rytter               | Hold                       | Tid        |
| 1. | Daniel Martínez      | EF Education First         | 4t 55' 49" |
| 2. | Miguel Ángel López   | Astana                     | + 6"       |
| 3. | Nicolas Edet         | Cofidis, Solutions Crédits | + 20"      |
| 4. | Simon Yates          | Mitchelton-Scott           | + 20"      |
| 5. | Jonathan Hivert      | Direct Énergie             | + 55"      |
| 6. | Giulio Ciccone       | Trek-Segafredo             | + 2' 03"   |
| 7. | Julien El Fares      | Delko Marseille Provence   | + 2' 03"   |
| 8. | Sergio Henao         | UAE Team Emirates          | + 2' 08"   |
| 9. | Víctor de la Parte   | CCC Team                   | + 2' 13"   |
| 10. | Alessandro De Marchi | CCC Team                   | + 2' 15"   |

| \| Samlede stilling \| Samlede stilling \| Samlede stilling \| Samlede stilling \| Samlede stilling \| \| Rytter \| Rytter \| Hold \| Tid \| \| \| ---------------- \| ------------------ \| --------------------- \| ---------------- \| ---------------- \| \| 1. \| Egan Bernal \| Team Sky \| 26t 35' 26" \| \| \| 2. \| Philippe Gilbert \| Deceuninck-Quick Step \| + 45" \| \| \| 3. \| Nairo Quintana \| Movistar Team \| + 46" \| \| \| 4. \| Michał Kwiatkowski \| Team Sky \| + 1' 03" \| \| \| 5. \| Jack Haig \| Mitchelton-Scott \| + 1' 21" \| \| \| 6. \| Romain Bardet \| AG2R La Mondiale \| + 1' 45" \| \| \| 7. \| George Bennett \| Team Jumbo-Visma \| + 2' 20" \| \| \| 8. \| Ilnur Sakarin \| Katusha-Alpecin \| + 2' 52" \| \| \| 9. \| Rudy Molard \| Groupama-FDJ \| + 3' 02" \| \| \| 10. \| Bob Jungels \| Deceuninck-Quick Step \| + 3' 06" \| \| |                    |                       |             |
| |                    |                       |             |
| Kilde: ProCyclingStats |                    |                       |             |
| Samlede stilling |                    |                       |             |
| Rytter | Rytter             | Hold                  | Tid         |
| 1. | Egan Bernal        | Team Sky              | 26t 35' 26" |
| 2. | Philippe Gilbert   | Deceuninck-Quick Step | + 45"       |
| 3. | Nairo Quintana     | Movistar Team         | + 46"       |
| 4. | Michał Kwiatkowski | Team Sky              | + 1' 03"    |
| 5. | Jack Haig          | Mitchelton-Scott      | + 1' 21"    |
| 6. | Romain Bardet      | AG2R La Mondiale      | + 1' 45"    |
| 7. | George Bennett     | Team Jumbo-Visma      | + 2' 20"    |
| 8. | Ilnur Sakarin      | Katusha-Alpecin       | + 2' 52"    |
| 9. | Rudy Molard        | Groupama-FDJ          | + 3' 02"    |
| 10. | Bob Jungels        | Deceuninck-Quick Step | + 3' 06"    |

### 8. etape
| \| Etaperesultat \| Etaperesultat \| Etaperesultat \| Etaperesultat \| Etaperesultat \| \| Rytter \| Rytter \| Hold \| Tid \| \| \| ------------- \| ------------------- \| ------------------ \| ------------- \| ------------- \| \| 1. \| Jon Izagirre \| Astana \| 2t 41' 10" \| \| \| 2. \| Oliver Naesen \| AG2R La Mondiale \| + 18" \| \| \| 3. \| Wilco Kelderman \| Team Sunweb \| + 18" \| \| \| 4. \| Daniel Martínez \| EF Education First \| + 18" \| \| \| 5. \| Felix Großschartner \| Bora-Hansgrohe \| + 18" \| \| \| 6. \| Domenico Pozzovivo \| Bahrain-Merida \| + 18" \| \| \| 7. \| Luis León Sánchez \| Astana \| + 18" \| \| \| 8. \| Simon Yates \| Mitchelton-Scott \| + 20" \| \| \| 9. \| Tejay van Garderen \| EF Education First \| + 20" \| \| \| 10. \| Nairo Quintana \| Movistar Team \| + 22" \| \| |                     |                    |            |
| |                     |                    |            |
| Kilde: ProCyclingStats |                     |                    |            |
| Etaperesultat |                     |                    |            |
| Rytter | Rytter              | Hold               | Tid        |
| 1. | Jon Izagirre        | Astana             | 2t 41' 10" |
| 2. | Oliver Naesen       | AG2R La Mondiale   | + 18"      |
| 3. | Wilco Kelderman     | Team Sunweb        | + 18"      |
| 4. | Daniel Martínez     | EF Education First | + 18"      |
| 5. | Felix Großschartner | Bora-Hansgrohe     | + 18"      |
| 6. | Domenico Pozzovivo  | Bahrain-Merida     | + 18"      |
| 7. | Luis León Sánchez   | Astana             | + 18"      |
| 8. | Simon Yates         | Mitchelton-Scott   | + 20"      |
| 9. | Tejay van Garderen  | EF Education First | + 20"      |
| 10. | Nairo Quintana      | Movistar Team      | + 22"      |

## Resultater
| \| Samlede stilling \| Samlede stilling \| Samlede stilling \| Samlede stilling \| Samlede stilling \| \| Rytter \| Rytter \| Hold \| Tid \| \| \| ---------------- \| ------------------ \| --------------------- \| ---------------- \| ---------------- \| \| 1. \| Egan Bernal \| Team Sky \| 29t 17' 02" \| \| \| 2. \| Nairo Quintana \| Movistar Team \| + 39" \| \| \| 3. \| Michał Kwiatkowski \| Team Sky \| + 1' 03" \| \| \| 4. \| Jack Haig \| Mitchelton-Scott \| + 1' 21" \| \| \| 5. \| Romain Bardet \| AG2R La Mondiale \| + 1' 45" \| \| \| 6. \| George Bennett \| Team Jumbo-Visma \| + 2' 20" \| \| \| 7. \| Rudy Molard \| Groupama-FDJ \| + 3' 02" \| \| \| 8. \| Bob Jungels \| Deceuninck-Quick Step \| + 3' 06" \| \| \| 9. \| Luis León Sánchez \| Astana \| + 3' 12" \| \| \| 10. \| Ilnur Sakarin \| Katusha-Alpecin \| + 4' 07" \| \| |                    |                       |             |
| |                    |                       |             |
| Kilde: ProCyclingStats |                    |                       |             |
| Samlede stilling |                    |                       |             |
| Rytter | Rytter             | Hold                  | Tid         |
| 1. | Egan Bernal        | Team Sky              | 29t 17' 02" |
| 2. | Nairo Quintana     | Movistar Team         | + 39"       |
| 3. | Michał Kwiatkowski | Team Sky              | + 1' 03"    |
| 4. | Jack Haig          | Mitchelton-Scott      | + 1' 21"    |
| 5. | Romain Bardet      | AG2R La Mondiale      | + 1' 45"    |
| 6. | George Bennett     | Team Jumbo-Visma      | + 2' 20"    |
| 7. | Rudy Molard        | Groupama-FDJ          | + 3' 02"    |
| 8. | Bob Jungels        | Deceuninck-Quick Step | + 3' 06"    |
| 9. | Luis León Sánchez  | Astana                | + 3' 12"    |
| 10. | Ilnur Sakarin      | Katusha-Alpecin       | + 4' 07"    |

| Samlede stilling | Samlede stilling   | Samlede stilling      | Samlede stilling | Samlede stilling |
| Rytter           | Rytter             | Hold                  | Tid              |                  |
| ---------------- | ------------------ | --------------------- | ---------------- | ---------------- |
| 1.               | Egan Bernal        | Team Sky              | 29t 17' 02"      |                  |
| 2.               | Nairo Quintana     | Movistar Team         | + 39"            |                  |
| 3.               | Michał Kwiatkowski | Team Sky              | + 1' 03"         |                  |
| 4.               | Jack Haig          | Mitchelton-Scott      | + 1' 21"         |                  |
| 5.               | Romain Bardet      | AG2R La Mondiale      | + 1' 45"         |                  |
| 6.               | George Bennett     | Team Jumbo-Visma      | + 2' 20"         |                  |
| 7.               | Rudy Molard        | Groupama-FDJ          | + 3' 02"         |                  |
| 8.               | Bob Jungels        | Deceuninck-Quick Step | + 3' 06"         |                  |
| 9.               | Luis León Sánchez  | Astana                | + 3' 12"         |                  |
| 10.              | Ilnur Sakarin      | Katusha-Alpecin       | + 4' 07"         |                  |

| Pointkonkurrence | Pointkonkurrence   | Pointkonkurrence      | Pointkonkurrence | Pointkonkurrence |
| Rytter           | Rytter             | Hold                  | Point            |                  |
| ---------------- | ------------------ | --------------------- | ---------------- | ---------------- |
| 1.               | Michał Kwiatkowski | Team Sky              | 33 point         |                  |
| 2.               | Daniel Martínez    | EF Education First    | 28 point         |                  |
| 3.               | Simon Yates        | Mitchelton-Scott      | 25 point         |                  |
| 4.               | Luis León Sánchez  | Astana                | 24 point         |                  |
| 5.               | Matteo Trentin     | Mitchelton-Scott      | 24 point         |                  |
| 6.               | Arnaud Démare      | Groupama-FDJ          | 22 point         |                  |
| 7.               | Magnus Cort        | Astana                | 18 point         |                  |
| 8.               | Jon Izagirre       | Astana                | 18 point         |                  |
| 9.               | Philippe Gilbert   | Deceuninck-Quick Step | 16 point         |                  |
| 10.              | Oliver Naesen      | AG2R La Mondiale      | 16 point         |                  |

| Pointkonkurrence | Pointkonkurrence   | Pointkonkurrence      | Pointkonkurrence | Pointkonkurrence |
| Rytter           | Rytter             | Hold                  | Point            |                  |
| ---------------- | ------------------ | --------------------- | ---------------- | ---------------- |
| 1.               | Michał Kwiatkowski | Team Sky              | 33 point         |                  |
| 2.               | Daniel Martínez    | EF Education First    | 28 point         |                  |
| 3.               | Simon Yates        | Mitchelton-Scott      | 25 point         |                  |
| 4.               | Luis León Sánchez  | Astana                | 24 point         |                  |
| 5.               | Matteo Trentin     | Mitchelton-Scott      | 24 point         |                  |
| 6.               | Arnaud Démare      | Groupama-FDJ          | 22 point         |                  |
| 7.               | Magnus Cort        | Astana                | 18 point         |                  |
| 8.               | Jon Izagirre       | Astana                | 18 point         |                  |
| 9.               | Philippe Gilbert   | Deceuninck-Quick Step | 16 point         |                  |
| 10.              | Oliver Naesen      | AG2R La Mondiale      | 16 point         |                  |

| Bjergkonkurrence | Bjergkonkurrence     | Bjergkonkurrence   | Bjergkonkurrence | Bjergkonkurrence |
| Rytter           | Rytter               | Hold               | Point            |                  |
| ---------------- | -------------------- | ------------------ | ---------------- | ---------------- |
| 1.               | Thomas De Gendt      | Lotto-Soudal       | 76 point         |                  |
| 2.               | Alessandro De Marchi | CCC Team           | 43 point         |                  |
| 3.               | Nairo Quintana       | Movistar Team      | 25 point         |                  |
| 4.               | Matteo Trentin       | Mitchelton-Scott   | 16 point         |                  |
| 5.               | Jon Izagirre         | Astana             | 16 point         |                  |
| 6.               | Tejay van Garderen   | EF Education First | 16 point         |                  |
| 7.               | Miguel Ángel López   | Astana             | 15 point         |                  |
| 8.               | Daniel Martínez      | EF Education First | 14 point         |                  |
| 9.               | Luis León Sánchez    | Astana             | 12 point         |                  |
| 10.              | Giulio Ciccone       | Trek-Segafredo     | 12 point         |                  |

| Bjergkonkurrence | Bjergkonkurrence     | Bjergkonkurrence   | Bjergkonkurrence | Bjergkonkurrence |
| Rytter           | Rytter               | Hold               | Point            |                  |
| ---------------- | -------------------- | ------------------ | ---------------- | ---------------- |
| 1.               | Thomas De Gendt      | Lotto-Soudal       | 76 point         |                  |
| 2.               | Alessandro De Marchi | CCC Team           | 43 point         |                  |
| 3.               | Nairo Quintana       | Movistar Team      | 25 point         |                  |
| 4.               | Matteo Trentin       | Mitchelton-Scott   | 16 point         |                  |
| 5.               | Jon Izagirre         | Astana             | 16 point         |                  |
| 6.               | Tejay van Garderen   | EF Education First | 16 point         |                  |
| 7.               | Miguel Ángel López   | Astana             | 15 point         |                  |
| 8.               | Daniel Martínez      | EF Education First | 14 point         |                  |
| 9.               | Luis León Sánchez    | Astana             | 12 point         |                  |
| 10.              | Giulio Ciccone       | Trek-Segafredo     | 12 point         |                  |

| Ungdomskonkurrence | Ungdomskonkurrence  | Ungdomskonkurrence | Ungdomskonkurrence | Ungdomskonkurrence |
| Rytter             | Rytter              | Hold               | Tid                |                    |
| ------------------ | ------------------- | ------------------ | ------------------ | ------------------ |
| 1.                 | Egan Bernal         | Team Sky           | 29t 17' 02"        |                    |
| 2.                 | Valentin Madouas    | Groupama-FDJ       | + 4' 07"           |                    |
| 3.                 | Daniel Martínez     | EF Education First | + 9' 27"           |                    |
| 4.                 | Miguel Ángel López  | Astana             | + 23' 44"          |                    |
| 5.                 | Tao Geoghegan Hart  | Team Sky           | + 26' 23"          |                    |
| 6.                 | Giulio Ciccone      | Trek-Segafredo     | + 30' 21"          |                    |
| 7.                 | Élie Gesbert        | Arkéa-Samsic       | + 30' 24"          |                    |
| 8.                 | Iván Sosa           | Team Sky           | + 31' 57"          |                    |
| 9.                 | Iván García Cortina | Bahrain-Merida     | + 36' 47"          |                    |
| 10.                | Nils Politt         | Katusha-Alpecin    | + 37' 22"          |                    |

| Ungdomskonkurrence | Ungdomskonkurrence  | Ungdomskonkurrence | Ungdomskonkurrence | Ungdomskonkurrence |
| Rytter             | Rytter              | Hold               | Tid                |                    |
| ------------------ | ------------------- | ------------------ | ------------------ | ------------------ |
| 1.                 | Egan Bernal         | Team Sky           | 29t 17' 02"        |                    |
| 2.                 | Valentin Madouas    | Groupama-FDJ       | + 4' 07"           |                    |
| 3.                 | Daniel Martínez     | EF Education First | + 9' 27"           |                    |
| 4.                 | Miguel Ángel López  | Astana             | + 23' 44"          |                    |
| 5.                 | Tao Geoghegan Hart  | Team Sky           | + 26' 23"          |                    |
| 6.                 | Giulio Ciccone      | Trek-Segafredo     | + 30' 21"          |                    |
| 7.                 | Élie Gesbert        | Arkéa-Samsic       | + 30' 24"          |                    |
| 8.                 | Iván Sosa           | Team Sky           | + 31' 57"          |                    |
| 9.                 | Iván García Cortina | Bahrain-Merida     | + 36' 47"          |                    |
| 10.                | Nils Politt         | Katusha-Alpecin    | + 37' 22"          |                    |

### Holdkonkurrencen
| Holdkonkurrence | Holdkonkurrence       | Holdkonkurrence | Holdkonkurrence |
| Hold            | Hold                  | Tid             |                 |
| --------------- | --------------------- | --------------- | --------------- |
| 1.              | Sky                   | 87t 57' 51"     |                 |
| 2.              | Astana                | + 9' 46"        |                 |
| 3.              | AG2R La Mondiale      | + 10' 25"       |                 |
| 4.              | Mitchelton-Scott      | + 15' 27"       |                 |
| 5.              | Bahrain-Merida        | + 17' 18"       |                 |
| 6.              | Movistar Team         | + 33' 16"       |                 |
| 7.              | Direct Énergie        | + 40' 19"       |                 |
| 8.              | Groupama-FDJ          | + 41' 41"       |                 |
| 9.              | Trek-Segafredo        | + 42' 18"       |                 |
| 10.             | Deceuninck-Quick Step | + 43' 46"       |                 |

## Startliste
| Movistar Team MOV | Movistar Team MOV      | Movistar Team MOV |
| ----------------- | ---------------------- | ----------------- |
| Nr.               | Rytter                 | Placering         |
| 1                 | Marc Soler (ESP)       | 50.               |
| 2                 | Winner Anacona (COL)   | 33.               |
| 3                 | Héctor Carretero (ESP) | 77.               |
| 4                 | Imanol Erviti (ESP)    | 80.               |
| 5                 | Nairo Quintana (COL)   | 2.                |
| 6                 | Jürgen Roelandts (BEL) | 94.               |
| 7                 | Rafael Valls (ESP)     | DNF-6             |

| Mitchelton-Scott MTS | Mitchelton-Scott MTS            | Mitchelton-Scott MTS |
| -------------------- | ------------------------------- | -------------------- |
| Nr.                  | Rytter                          | Placering            |
| 11                   | Simon Yates (GBR)               | 25.                  |
| 12                   | Jack Bauer (NZL)                | 97.                  |
| 13                   | Esteban Chaves (COL)            | 51.                  |
| 14                   | Jack Haig (AUS)                 | 4.                   |
| 15                   | Luka Mezgec (SLO)               | DNF-8                |
| 16                   | Mikel Nieve (ESP)               | 56.                  |
| 17                   | Matteo Trentin (ITA) (landevej) | 39.                  |

| Astana AST | Astana AST                      | Astana AST |
| ---------- | ------------------------------- | ---------- |
| Nr.        | Rytter                          | Placering  |
| 21         | Miguel Ángel López (COL)        | 28.        |
| 22         | Laurens De Vreese (BEL)         | 89.        |
| 23         | Hugo Houle (CAN)                | 23.        |
| 24         | Gorka Izagirre (ESP) (landevej) | DNF-2      |
| 25         | Jon Izagirre (ESP)              | 21.        |
| 26         | Magnus Cort (DEN)               | 71.        |
| 27         | Luis León Sánchez (ESP)         | 9.         |

| Lotto-Soudal LTS | Lotto-Soudal LTS      | Lotto-Soudal LTS |
| ---------------- | --------------------- | ---------------- |
| Nr.              | Rytter                | Placering        |
| 31               | Caleb Ewan (AUS)      | DNS-7            |
| 32               | Jasper De Buyst (BEL) | DNF-1            |
| 33               | Thomas De Gendt (BEL) | 58.              |
| 34               | Adam Hansen (AUS)     | 68.              |
| 35               | Roger Kluge (GER)     | DNF-8            |
| 36               | Nikolas Maes (BEL)    | 100.             |
| 37               | Maxime Monfort (BEL)  | 30.              |

| Bahrain-Merida TBM | Bahrain-Merida TBM        | Bahrain-Merida TBM |
| ------------------ | ------------------------- | ------------------ |
| Nr.                | Rytter                    | Placering          |
| 41                 | Domenico Pozzovivo (ITA)  | 26.                |
| 42                 | Sonny Colbrelli (ITA)     | 49.                |
| 43                 | Iván García Cortina (ESP) | 46.                |
| 44                 | Heinrich Haussler (AUS)   | 60.                |
| 45                 | Kristjan Koren (SLO)      | 69.                |
| 46                 | Domen Novak (SLO)         | DNF-3              |
| 47                 | Dylan Teuns (BEL)         | 17.                |

| Bora-Hansgrohe BOH | Bora-Hansgrohe BOH        | Bora-Hansgrohe BOH |
| ------------------ | ------------------------- | ------------------ |
| Nr.                | Rytter                    | Placering          |
| 51                 | Patrick Konrad (AUT)      | 36.                |
| 52                 | Sam Bennett (IRL)         | DNF-7              |
| 53                 | Jempy Drucker (LUX)       | DNF-8              |
| 54                 | Felix Großschartner (AUT) | 12.                |
| 55                 | Christoph Pfingsten (GER) | DNF-8              |
| 56                 | Paweł Poljański (POL)     | 47.                |
| 57                 | Michael Schwarzmann (GER) | DNF-8              |

| AG2R La Mondiale ALM | AG2R La Mondiale ALM    | AG2R La Mondiale ALM |
| -------------------- | ----------------------- | -------------------- |
| Nr.                  | Rytter                  | Placering            |
| 61                   | Romain Bardet (FRA)     | 5.                   |
| 62                   | Mikaël Cherel (FRA)     | 22.                  |
| 63                   | Benoît Cosnefroy (FRA)  | 79.                  |
| 64                   | Mathias Frank (SUI)     | DNF-7                |
| 65                   | Tony Gallopin (FRA)     | DNS-8                |
| 66                   | Oliver Naesen (BEL)     | 13.                  |
| 67                   | Stijn Vandenbergh (BEL) | 61.                  |

| Team Sky SKY | Team Sky SKY                        | Team Sky SKY |
| ------------ | ----------------------------------- | ------------ |
| Nr.          | Rytter                              | Placering    |
| 71           | Egan Bernal (COL)                   | 1.           |
| 72           | Tao Geoghegan Hart (GBR)            | 32.          |
| 73           | Sebastián Henao (COL)               | 57.          |
| 74           | Michał Kwiatkowski (POL) (landevej) | 3.           |
| 75           | Jhonatan Narváez (ECU)              | 81.          |
| 76           | Luke Rowe (GBR)                     | 104.         |
| 77           | Iván Sosa (COL)                     | 41.          |

| UAE Team Emirates UAD | UAE Team Emirates UAD    | UAE Team Emirates UAD |
| --------------------- | ------------------------ | --------------------- |
| Nr.                   | Rytter                   | Placering             |
| 81                    | Sergio Henao (COL)       | 31.                   |
| 82                    | Fabio Aru (ITA)          | DNF-3                 |
| 83                    | Sven Erik Bystrøm (NOR)  | 99.                   |
| 84                    | Alexander Kristoff (NOR) | DNS-8                 |
| 85                    | Marco Marcato (ITA)      | 62.                   |
| 86                    | Rory Sutherland (AUS)    | 113.                  |
| 87                    | Diego Ulissi (ITA)       | DNF-6                 |

| Trek-Segafredo TFS | Trek-Segafredo TFS      | Trek-Segafredo TFS |
| ------------------ | ----------------------- | ------------------ |
| Nr.                | Rytter                  | Placering          |
| 91                 | John Degenkolb (GER)    | 75.                |
| 92                 | Julien Bernard (FRA)    | 34.                |
| 93                 | Giulio Ciccone (ITA)    | 37.                |
| 94                 | Koen de Kort (NED)      | 85.                |
| 95                 | Alex Kirsch (LUX)       | 76.                |
| 96                 | Jarlinson Pantano (COL) | 54.                |
| 97                 | Edward Theuns (BEL)     | 35.                |

| Groupama-FDJ GFC | Groupama-FDJ GFC          | Groupama-FDJ GFC |
| ---------------- | ------------------------- | ---------------- |
| Nr.              | Rytter                    | Placering        |
| 101              | Arnaud Démare (FRA)       | 70.              |
| 102              | Jacopo Guarnieri (ITA)    | 102.             |
| 103              | Ignatas Konovalovas (LTU) | 88.              |
| 104              | Olivier Le Gac (FRA)      | 84.              |
| 105              | Valentin Madouas (FRA)    | 11.              |
| 106              | Rudy Molard (FRA)         | 7.               |
| 107              | Ramon Sinkeldam (NED)     | 108.             |

| Deceuninck-Quick Step DQT | Deceuninck-Quick Step DQT                   | Deceuninck-Quick Step DQT |
| ------------------------- | ------------------------------------------- | ------------------------- |
| Nr.                       | Rytter                                      | Placering                 |
| 111                       | Bob Jungels (LUX) (landevej og enkeltstart) | 8.                        |
| 112                       | Tim Declercq (BEL)                          | 64.                       |
| 113                       | Philippe Gilbert (BEL)                      | 15.                       |
| 114                       | Fabio Jakobsen (NED)                        | DNF-6                     |
| 115                       | Iljo Keisse (BEL)                           | 115.                      |
| 116                       | Fabio Sabatini (ITA)                        | 103.                      |
| 117                       | Florian Sénéchal (FRA)                      | DNF-8                     |

| Katusha-Alpecin TKA | Katusha-Alpecin TKA    | Katusha-Alpecin TKA |
| ------------------- | ---------------------- | ------------------- |
| Nr.                 | Rytter                 | Placering           |
| 121                 | Ilnur Sakarin (RUS)    | 10.                 |
| 122                 | Jens Debusschere (BEL) | DNF-7               |
| 123                 | Marco Haller (AUT)     | 93.                 |
| 124                 | Reto Hollenstein (SUI) | 82.                 |
| 125                 | Marcel Kittel (GER)    | DNF-4               |
| 126                 | Nils Politt (GER)      | 48.                 |
| 127                 | Simon Špilak (SLO)     | 59.                 |

| Arkéa-Samsic PCB | Arkéa-Samsic PCB     | Arkéa-Samsic PCB |
| ---------------- | -------------------- | ---------------- |
| Nr.              | Rytter               | Placering        |
| 131              | Warren Barguil (FRA) | DNF-2            |
| 132              | Maxime Bouet (FRA)   | DNF-2            |
| 133              | Élie Gesbert (FRA)   | 38.              |
| 134              | André Greipel (GER)  | 95.              |
| 135              | Amaël Moinard (FRA)  | 74.              |
| 136              | Laurent Pichon (FRA) | 83.              |
| 137              | Bram Welten (NED)    | DNF-7            |

| Team Jumbo-Visma TJV | Team Jumbo-Visma TJV        | Team Jumbo-Visma TJV |
| -------------------- | --------------------------- | -------------------- |
| Nr.                  | Rytter                      | Placering            |
| 141                  | Dylan Groenewegen (NED)     | DNS-7                |
| 142                  | George Bennett (NZL)        | 6.                   |
| 143                  | Pascal Eenkhoorn (NED)      | 78.                  |
| 144                  | Amund Grøndahl Jansen (NOR) | 87.                  |
| 145                  | Bert-Jan Lindeman (NED)     | 65.                  |
| 146                  | Mike Teunissen (NED)        | 55.                  |
| 147                  | Maarten Wynants (BEL)       | DNF-8                |

| EF Education First EF1 | EF Education First EF1              | EF Education First EF1 |
| ---------------------- | ----------------------------------- | ---------------------- |
| Nr.                    | Rytter                              | Placering              |
| 151                    | Rigoberto Urán (COL)                | DNF-2                  |
| 152                    | Lawson Craddock (USA)               | DNF-6                  |
| 153                    | Mitchell Docker (AUS)               | 91.                    |
| 154                    | Daniel Martínez (COL) (enkeltstart) | 18.                    |
| 155                    | Daniel McLay (GBR)                  | DNS-8                  |
| 156                    | Thomas Scully (NZL)                 | 109.                   |
| 157                    | Tejay van Garderen (USA)            | 19.                    |

| Team Sunweb SUN | Team Sunweb SUN        | Team Sunweb SUN |
| --------------- | ---------------------- | --------------- |
| Nr.             | Rytter                 | Placering       |
| 161             | Michael Matthews (AUS) | DNF-1           |
| 162             | Jan Bakelants (BEL)    | 98.             |
| 163             | Roy Curvers (NED)      | DNF-8           |
| 164             | Wilco Kelderman (NED)  | 14.             |
| 165             | Casper Pedersen (DEN)  | 96.             |
| 166             | Martijn Tusveld (NED)  | DNF-1           |
| 167             | Louis Vervaeke (BEL)   | DNF-6           |

| Cofidis, Solutions Crédits COF | Cofidis, Solutions Crédits COF | Cofidis, Solutions Crédits COF |
| ------------------------------ | ------------------------------ | ------------------------------ |
| Nr.                            | Rytter                         | Placering                      |
| 171                            | Christophe Laporte (FRA)       | DNS-8                          |
| 172                            | Nicolas Edet (FRA)             | 40.                            |
| 173                            | Jesper Hansen (DEN)            | 67.                            |
| 174                            | Mathias Le Turnier (FRA)       | 72.                            |
| 175                            | Pierre-Luc Périchon (FRA)      | 66.                            |
| 176                            | Geoffrey Soupe (FRA)           | 112.                           |
| 177                            | Bert Van Lerberghe (BEL)       | 110.                           |

| Dimension Data TDD | Dimension Data TDD         | Dimension Data TDD |
| ------------------ | -------------------------- | ------------------ |
| Nr.                | Rytter                     | Placering          |
| 181                | Mark Cavendish (GBR)       | DNF-2              |
| 182                | Lars Bak (DEN)             | DNF-6              |
| 183                | Edvald Boasson Hagen (NOR) | DNS-7              |
| 184                | Scott Davies (GBR)         | 52.                |
| 185                | Bernhard Eisel (AUT)       | 107.               |
| 186                | Louis Meintjes (RSA)       | DNF-2              |
| 187                | Julien Vermote (BEL)       | 118.               |

| CCC Team CPT | CCC Team CPT               | CCC Team CPT |
| ------------ | -------------------------- | ------------ |
| Nr.          | Rytter                     | Placering    |
| 191          | Amaro Antunes (POR)        | 29.          |
| 192          | Will Barta (USA)           | 114.         |
| 193          | Víctor de la Parte (ESP)   | 43.          |
| 194          | Alessandro De Marchi (ITA) | 27.          |
| 195          | Jakub Mareczko (ITA)       | DNF-7        |
| 196          | Laurens ten Dam (NED)      | 44.          |
| 197          | Francisco Ventoso (ESP)    | DNF-6        |

| Direct Énergie TDE | Direct Énergie TDE      | Direct Énergie TDE |
| ------------------ | ----------------------- | ------------------ |
| Nr.                | Rytter                  | Placering          |
| 201                | Lilian Calmejane (FRA)  | 16.                |
| 202                | Niccolò Bonifazio (ITA) | 105.               |
| 203                | Damien Gaudin (FRA)     | DNF-8              |
| 204                | Jonathan Hivert (FRA)   | 42.                |
| 205                | Adrien Petit (FRA)      | 101.               |
| 206                | Niki Terpstra (NED)     | 63.                |
| 207                | Anthony Turgis (FRA)    | 73.                |

| Vital Concept-B&B Hotels VCB | Vital Concept-B&B Hotels VCB | Vital Concept-B&B Hotels VCB |
| ---------------------------- | ---------------------------- | ---------------------------- |
| Nr.                          | Rytter                       | Placering                    |
| 211                          | Bryan Coquard (FRA)          | 86.                          |
| 212                          | Kris Boeckmans (BEL)         | 116.                         |
| 213                          | Cyril Gautier (FRA)          | 20.                          |
| 214                          | Patrick Müller (SUI)         | 90.                          |
| 215                          | Quentin Pacher (FRA)         | 45.                          |
| 216                          | Kévin Réza (FRA)             | DNF-8                        |
| 217                          | Arthur Vichot (FRA)          | DNF-7                        |

| Delko Marseille Provence DMP | Delko Marseille Provence DMP | Delko Marseille Provence DMP |
| ---------------------------- | ---------------------------- | ---------------------------- |
| Nr.                          | Rytter                       | Placering                    |
| 221                          | Romain Combaud (FRA)         | 53.                          |
| 222                          | Julien El Fares (FRA)        | 24.                          |
| 223                          | Alessandro Fedeli (ITA)      | 111.                         |
| 224                          | Mauro Finetto (ITA)          | 92.                          |
| 225                          | Eduard-Michael Grosu (ROU)   | 117.                         |
| 226                          | Ramūnas Navardauskas (LTU)   | DNF-8                        |
| 227                          | Evaldas Šiškevicius (LTU)    | 106.                         |

| Movistar Team MOV | Movistar Team MOV      | Movistar Team MOV |
| ----------------- | ---------------------- | ----------------- |
| Nr.               | Rytter                 | Placering         |
| 1                 | Marc Soler (ESP)       | 50.               |
| 2                 | Winner Anacona (COL)   | 33.               |
| 3                 | Héctor Carretero (ESP) | 77.               |
| 4                 | Imanol Erviti (ESP)    | 80.               |
| 5                 | Nairo Quintana (COL)   | 2.                |
| 6                 | Jürgen Roelandts (BEL) | 94.               |
| 7                 | Rafael Valls (ESP)     | DNF-6             |

| Mitchelton-Scott MTS | Mitchelton-Scott MTS            | Mitchelton-Scott MTS |
| -------------------- | ------------------------------- | -------------------- |
| Nr.                  | Rytter                          | Placering            |
| 11                   | Simon Yates (GBR)               | 25.                  |
| 12                   | Jack Bauer (NZL)                | 97.                  |
| 13                   | Esteban Chaves (COL)            | 51.                  |
| 14                   | Jack Haig (AUS)                 | 4.                   |
| 15                   | Luka Mezgec (SLO)               | DNF-8                |
| 16                   | Mikel Nieve (ESP)               | 56.                  |
| 17                   | Matteo Trentin (ITA) (landevej) | 39.                  |

| Astana AST | Astana AST                      | Astana AST |
| ---------- | ------------------------------- | ---------- |
| Nr.        | Rytter                          | Placering  |
| 21         | Miguel Ángel López (COL)        | 28.        |
| 22         | Laurens De Vreese (BEL)         | 89.        |
| 23         | Hugo Houle (CAN)                | 23.        |
| 24         | Gorka Izagirre (ESP) (landevej) | DNF-2      |
| 25         | Jon Izagirre (ESP)              | 21.        |
| 26         | Magnus Cort (DEN)               | 71.        |
| 27         | Luis León Sánchez (ESP)         | 9.         |

| Lotto-Soudal LTS | Lotto-Soudal LTS      | Lotto-Soudal LTS |
| ---------------- | --------------------- | ---------------- |
| Nr.              | Rytter                | Placering        |
| 31               | Caleb Ewan (AUS)      | DNS-7            |
| 32               | Jasper De Buyst (BEL) | DNF-1            |
| 33               | Thomas De Gendt (BEL) | 58.              |
| 34               | Adam Hansen (AUS)     | 68.              |
| 35               | Roger Kluge (GER)     | DNF-8            |
| 36               | Nikolas Maes (BEL)    | 100.             |
| 37               | Maxime Monfort (BEL)  | 30.              |

| Bahrain-Merida TBM | Bahrain-Merida TBM        | Bahrain-Merida TBM |
| ------------------ | ------------------------- | ------------------ |
| Nr.                | Rytter                    | Placering          |
| 41                 | Domenico Pozzovivo (ITA)  | 26.                |
| 42                 | Sonny Colbrelli (ITA)     | 49.                |
| 43                 | Iván García Cortina (ESP) | 46.                |
| 44                 | Heinrich Haussler (AUS)   | 60.                |
| 45                 | Kristjan Koren (SLO)      | 69.                |
| 46                 | Domen Novak (SLO)         | DNF-3              |
| 47                 | Dylan Teuns (BEL)         | 17.                |

| Bora-Hansgrohe BOH | Bora-Hansgrohe BOH        | Bora-Hansgrohe BOH |
| ------------------ | ------------------------- | ------------------ |
| Nr.                | Rytter                    | Placering          |
| 51                 | Patrick Konrad (AUT)      | 36.                |
| 52                 | Sam Bennett (IRL)         | DNF-7              |
| 53                 | Jempy Drucker (LUX)       | DNF-8              |
| 54                 | Felix Großschartner (AUT) | 12.                |
| 55                 | Christoph Pfingsten (GER) | DNF-8              |
| 56                 | Paweł Poljański (POL)     | 47.                |
| 57                 | Michael Schwarzmann (GER) | DNF-8              |

| AG2R La Mondiale ALM | AG2R La Mondiale ALM    | AG2R La Mondiale ALM |
| -------------------- | ----------------------- | -------------------- |
| Nr.                  | Rytter                  | Placering            |
| 61                   | Romain Bardet (FRA)     | 5.                   |
| 62                   | Mikaël Cherel (FRA)     | 22.                  |
| 63                   | Benoît Cosnefroy (FRA)  | 79.                  |
| 64                   | Mathias Frank (SUI)     | DNF-7                |
| 65                   | Tony Gallopin (FRA)     | DNS-8                |
| 66                   | Oliver Naesen (BEL)     | 13.                  |
| 67                   | Stijn Vandenbergh (BEL) | 61.                  |

| Team Sky SKY | Team Sky SKY                        | Team Sky SKY |
| ------------ | ----------------------------------- | ------------ |
| Nr.          | Rytter                              | Placering    |
| 71           | Egan Bernal (COL)                   | 1.           |
| 72           | Tao Geoghegan Hart (GBR)            | 32.          |
| 73           | Sebastián Henao (COL)               | 57.          |
| 74           | Michał Kwiatkowski (POL) (landevej) | 3.           |
| 75           | Jhonatan Narváez (ECU)              | 81.          |
| 76           | Luke Rowe (GBR)                     | 104.         |
| 77           | Iván Sosa (COL)                     | 41.          |

| UAE Team Emirates UAD | UAE Team Emirates UAD    | UAE Team Emirates UAD |
| --------------------- | ------------------------ | --------------------- |
| Nr.                   | Rytter                   | Placering             |
| 81                    | Sergio Henao (COL)       | 31.                   |
| 82                    | Fabio Aru (ITA)          | DNF-3                 |
| 83                    | Sven Erik Bystrøm (NOR)  | 99.                   |
| 84                    | Alexander Kristoff (NOR) | DNS-8                 |
| 85                    | Marco Marcato (ITA)      | 62.                   |
| 86                    | Rory Sutherland (AUS)    | 113.                  |
| 87                    | Diego Ulissi (ITA)       | DNF-6                 |

| Trek-Segafredo TFS | Trek-Segafredo TFS      | Trek-Segafredo TFS |
| ------------------ | ----------------------- | ------------------ |
| Nr.                | Rytter                  | Placering          |
| 91                 | John Degenkolb (GER)    | 75.                |
| 92                 | Julien Bernard (FRA)    | 34.                |
| 93                 | Giulio Ciccone (ITA)    | 37.                |
| 94                 | Koen de Kort (NED)      | 85.                |
| 95                 | Alex Kirsch (LUX)       | 76.                |
| 96                 | Jarlinson Pantano (COL) | 54.                |
| 97                 | Edward Theuns (BEL)     | 35.                |

| Groupama-FDJ GFC | Groupama-FDJ GFC          | Groupama-FDJ GFC |
| ---------------- | ------------------------- | ---------------- |
| Nr.              | Rytter                    | Placering        |
| 101              | Arnaud Démare (FRA)       | 70.              |
| 102              | Jacopo Guarnieri (ITA)    | 102.             |
| 103              | Ignatas Konovalovas (LTU) | 88.              |
| 104              | Olivier Le Gac (FRA)      | 84.              |
| 105              | Valentin Madouas (FRA)    | 11.              |
| 106              | Rudy Molard (FRA)         | 7.               |
| 107              | Ramon Sinkeldam (NED)     | 108.             |

| Deceuninck-Quick Step DQT | Deceuninck-Quick Step DQT                   | Deceuninck-Quick Step DQT |
| ------------------------- | ------------------------------------------- | ------------------------- |
| Nr.                       | Rytter                                      | Placering                 |
| 111                       | Bob Jungels (LUX) (landevej og enkeltstart) | 8.                        |
| 112                       | Tim Declercq (BEL)                          | 64.                       |
| 113                       | Philippe Gilbert (BEL)                      | 15.                       |
| 114                       | Fabio Jakobsen (NED)                        | DNF-6                     |
| 115                       | Iljo Keisse (BEL)                           | 115.                      |
| 116                       | Fabio Sabatini (ITA)                        | 103.                      |
| 117                       | Florian Sénéchal (FRA)                      | DNF-8                     |

| Katusha-Alpecin TKA | Katusha-Alpecin TKA    | Katusha-Alpecin TKA |
| ------------------- | ---------------------- | ------------------- |
| Nr.                 | Rytter                 | Placering           |
| 121                 | Ilnur Sakarin (RUS)    | 10.                 |
| 122                 | Jens Debusschere (BEL) | DNF-7               |
| 123                 | Marco Haller (AUT)     | 93.                 |
| 124                 | Reto Hollenstein (SUI) | 82.                 |
| 125                 | Marcel Kittel (GER)    | DNF-4               |
| 126                 | Nils Politt (GER)      | 48.                 |
| 127                 | Simon Špilak (SLO)     | 59.                 |

| Arkéa-Samsic PCB | Arkéa-Samsic PCB     | Arkéa-Samsic PCB |
| ---------------- | -------------------- | ---------------- |
| Nr.              | Rytter               | Placering        |
| 131              | Warren Barguil (FRA) | DNF-2            |
| 132              | Maxime Bouet (FRA)   | DNF-2            |
| 133              | Élie Gesbert (FRA)   | 38.              |
| 134              | André Greipel (GER)  | 95.              |
| 135              | Amaël Moinard (FRA)  | 74.              |
| 136              | Laurent Pichon (FRA) | 83.              |
| 137              | Bram Welten (NED)    | DNF-7            |

| Team Jumbo-Visma TJV | Team Jumbo-Visma TJV        | Team Jumbo-Visma TJV |
| -------------------- | --------------------------- | -------------------- |
| Nr.                  | Rytter                      | Placering            |
| 141                  | Dylan Groenewegen (NED)     | DNS-7                |
| 142                  | George Bennett (NZL)        | 6.                   |
| 143                  | Pascal Eenkhoorn (NED)      | 78.                  |
| 144                  | Amund Grøndahl Jansen (NOR) | 87.                  |
| 145                  | Bert-Jan Lindeman (NED)     | 65.                  |
| 146                  | Mike Teunissen (NED)        | 55.                  |
| 147                  | Maarten Wynants (BEL)       | DNF-8                |

| EF Education First EF1 | EF Education First EF1              | EF Education First EF1 |
| ---------------------- | ----------------------------------- | ---------------------- |
| Nr.                    | Rytter                              | Placering              |
| 151                    | Rigoberto Urán (COL)                | DNF-2                  |
| 152                    | Lawson Craddock (USA)               | DNF-6                  |
| 153                    | Mitchell Docker (AUS)               | 91.                    |
| 154                    | Daniel Martínez (COL) (enkeltstart) | 18.                    |
| 155                    | Daniel McLay (GBR)                  | DNS-8                  |
| 156                    | Thomas Scully (NZL)                 | 109.                   |
| 157                    | Tejay van Garderen (USA)            | 19.                    |

| Team Sunweb SUN | Team Sunweb SUN        | Team Sunweb SUN |
| --------------- | ---------------------- | --------------- |
| Nr.             | Rytter                 | Placering       |
| 161             | Michael Matthews (AUS) | DNF-1           |
| 162             | Jan Bakelants (BEL)    | 98.             |
| 163             | Roy Curvers (NED)      | DNF-8           |
| 164             | Wilco Kelderman (NED)  | 14.             |
| 165             | Casper Pedersen (DEN)  | 96.             |
| 166             | Martijn Tusveld (NED)  | DNF-1           |
| 167             | Louis Vervaeke (BEL)   | DNF-6           |

| Cofidis, Solutions Crédits COF | Cofidis, Solutions Crédits COF | Cofidis, Solutions Crédits COF |
| ------------------------------ | ------------------------------ | ------------------------------ |
| Nr.                            | Rytter                         | Placering                      |
| 171                            | Christophe Laporte (FRA)       | DNS-8                          |
| 172                            | Nicolas Edet (FRA)             | 40.                            |
| 173                            | Jesper Hansen (DEN)            | 67.                            |
| 174                            | Mathias Le Turnier (FRA)       | 72.                            |
| 175                            | Pierre-Luc Périchon (FRA)      | 66.                            |
| 176                            | Geoffrey Soupe (FRA)           | 112.                           |
| 177                            | Bert Van Lerberghe (BEL)       | 110.                           |

| Dimension Data TDD | Dimension Data TDD         | Dimension Data TDD |
| ------------------ | -------------------------- | ------------------ |
| Nr.                | Rytter                     | Placering          |
| 181                | Mark Cavendish (GBR)       | DNF-2              |
| 182                | Lars Bak (DEN)             | DNF-6              |
| 183                | Edvald Boasson Hagen (NOR) | DNS-7              |
| 184                | Scott Davies (GBR)         | 52.                |
| 185                | Bernhard Eisel (AUT)       | 107.               |
| 186                | Louis Meintjes (RSA)       | DNF-2              |
| 187                | Julien Vermote (BEL)       | 118.               |

| CCC Team CPT | CCC Team CPT               | CCC Team CPT |
| ------------ | -------------------------- | ------------ |
| Nr.          | Rytter                     | Placering    |
| 191          | Amaro Antunes (POR)        | 29.          |
| 192          | Will Barta (USA)           | 114.         |
| 193          | Víctor de la Parte (ESP)   | 43.          |
| 194          | Alessandro De Marchi (ITA) | 27.          |
| 195          | Jakub Mareczko (ITA)       | DNF-7        |
| 196          | Laurens ten Dam (NED)      | 44.          |
| 197          | Francisco Ventoso (ESP)    | DNF-6        |

| Direct Énergie TDE | Direct Énergie TDE      | Direct Énergie TDE |
| ------------------ | ----------------------- | ------------------ |
| Nr.                | Rytter                  | Placering          |
| 201                | Lilian Calmejane (FRA)  | 16.                |
| 202                | Niccolò Bonifazio (ITA) | 105.               |
| 203                | Damien Gaudin (FRA)     | DNF-8              |
| 204                | Jonathan Hivert (FRA)   | 42.                |
| 205                | Adrien Petit (FRA)      | 101.               |
| 206                | Niki Terpstra (NED)     | 63.                |
| 207                | Anthony Turgis (FRA)    | 73.                |

| Vital Concept-B&B Hotels VCB | Vital Concept-B&B Hotels VCB | Vital Concept-B&B Hotels VCB |
| ---------------------------- | ---------------------------- | ---------------------------- |
| Nr.                          | Rytter                       | Placering                    |
| 211                          | Bryan Coquard (FRA)          | 86.                          |
| 212                          | Kris Boeckmans (BEL)         | 116.                         |
| 213                          | Cyril Gautier (FRA)          | 20.                          |
| 214                          | Patrick Müller (SUI)         | 90.                          |
| 215                          | Quentin Pacher (FRA)         | 45.                          |
| 216                          | Kévin Réza (FRA)             | DNF-8                        |
| 217                          | Arthur Vichot (FRA)          | DNF-7                        |

| Delko Marseille Provence DMP | Delko Marseille Provence DMP | Delko Marseille Provence DMP |
| ---------------------------- | ---------------------------- | ---------------------------- |
| Nr.                          | Rytter                       | Placering                    |
| 221                          | Romain Combaud (FRA)         | 53.                          |
| 222                          | Julien El Fares (FRA)        | 24.                          |
| 223                          | Alessandro Fedeli (ITA)      | 111.                         |
| 224                          | Mauro Finetto (ITA)          | 92.                          |
| 225                          | Eduard-Michael Grosu (ROU)   | 117.                         |
| 226                          | Ramūnas Navardauskas (LTU)   | DNF-8                        |
| 227                          | Evaldas Šiškevicius (LTU)    | 106.                         |